# ダナ・インターナショナル

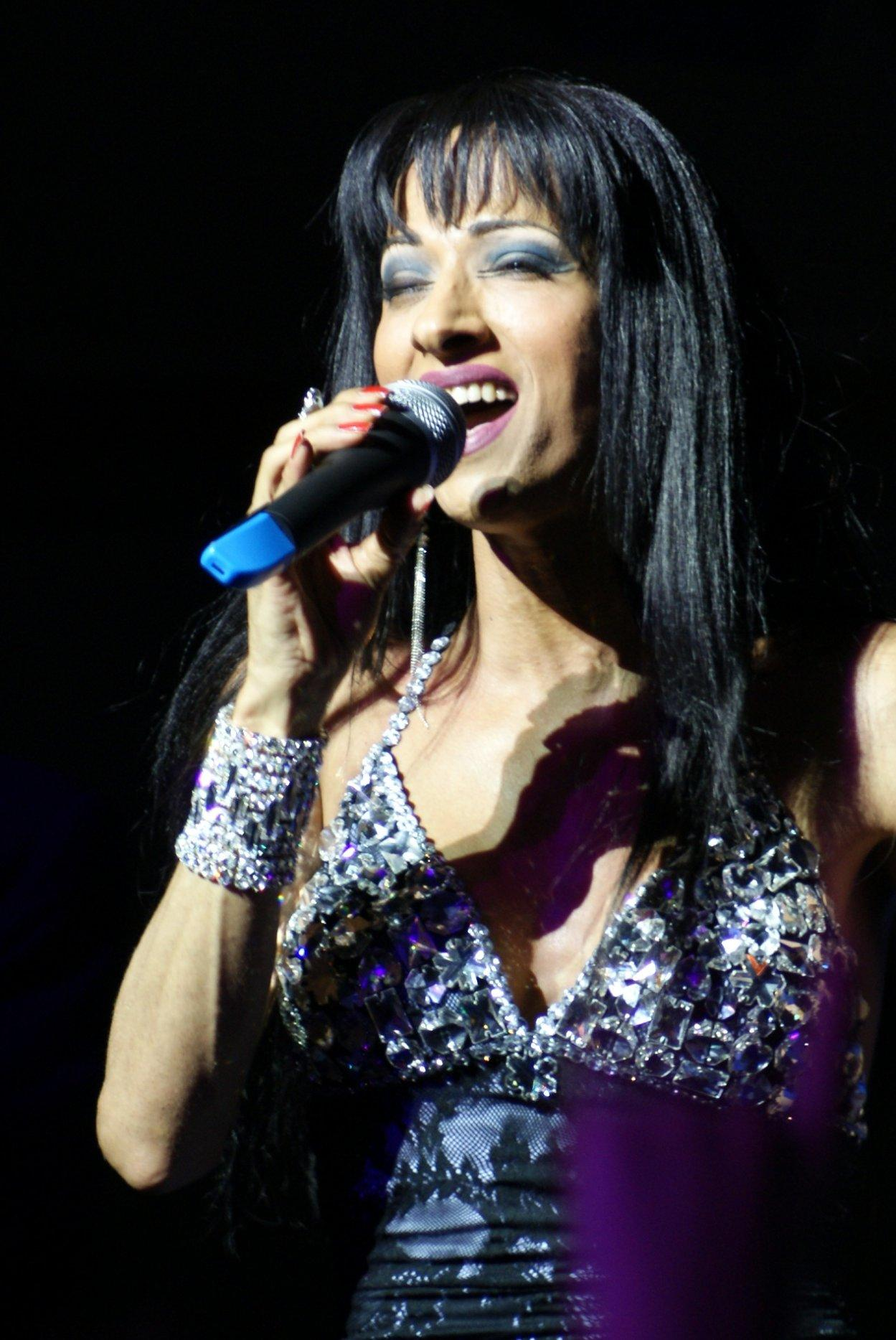
ダナ・インターナショナル

ダナ・インターナショナル（Dana International、דנה אינטרנשיונל、のちにシャロン・コーエン、1969年2月2日 - ）は、イスラエルの女性歌手。テルアビブ出身。

## 来歴・人物
1969年2月2日生まれ。イエメン・ユダヤ人の貧しいの家庭の中で生まれ、生まれたときは男性と割り当てられた。幼い頃から母親から歌のレッスンを始める。
14歳の頃にはユーロビジョン・ソング・コンテストに憧れ、16歳の時には性別違和を彼女自身が自覚した。
1992年に彼女は、オファー・ニッシムと組んでユニットを結成。「My Name's Not Sa'ida」をリリース。翌年、ロンドンで性別適合手術を受ける。そして、ダナ・インターナショナル名義でデビューアルバム『Dana International』をリリース。
1995年のユーロビジョン国内予選は2位に終わったものの、1998年の予選では「Diva」を歌い、彼女は憧れのユーロビジョン出場を果たす。
ユーロビジョンバーミンガム大会は25カ国が参加し、そのダナ・インターナショナルが172点を獲得し、優勝を果たし、1999年の開催国となった。
2000年に来日。『筑紫哲也 NEWS23』（TBS系）と『CD GROOVE』（日本テレビ）でゲスト出演した。

## ディスコグラフィー
- 1993 Dana International, IMP Dance
- 1994 Umpatampa, IMP Dance
- 1995 E.P.Tempa, IMP Dance
- 1996 Maganuna, Helicon/Big Foot
- 1998 Diva - The Hits, IMP Dance
- 1999 Free, CNR Music
- 2000 Free (Israeli edition), NMC
- 2001 Yoter ve yoter (more and more), NMC
- 2002 Ha'chalom ha'efshari (the possible dream), IMP Dance
- 2003 The CD's collection, IMP Dance
- 2007  Title not known, Hed-arzi